# 團防局
團防局於1866年成立，至1941年香港淪陷結束，是香港一个曾經存在的治安组织，受到總登記官〈今民政事務局〉的監察。團防局以華人為主，目標是为了弥补香港警察隊的警察力量不足。

## 歷史
香港開埠初期，罪案與海盜活動頻繁，治安問題嚴峻。當時警隊主要由印度人及被解僱的歐洲水手組成，華洋商人屢次抱怨其無能及貪腐。為維持秩序，洋商與華商多仰賴華人守衛、更練及街勇。1866年初，傳聞廣州地區的中國人計劃焚燒並搶掠香港，街坊公所領袖如譚亞才及富商地主何亞錫，向港督麥當奴（Richard MacDonnell）提議成立由華人守衛及更練組成的治安團體，費用全由華人承擔，以保護商人財產。
1880年，韋寶珊開始出任團防局局紳。於1891年以前，團防局設有局紳，全數由華人出任，然而局紳缺乏權力去反映華人的意見。在韋寶珊的大力支持下，時任總登記官駱克爵士於1891年對團防局進行改變組織，倡議設立團防局委員會，以確立團防局局紳的的諮詢效能。韋寶珊在任內，經歷過5任總登記官，並且一直與香港警察隊維持緊密合作，對團防局的發展投入過重要貢獻。於1918年，韋寶珊卸任。在他出任局紳期間，團防局得到很大的發展，更練規模不斷擴充。於1910年開始，團防局的覆蓋範圍達至半山區。
1917年開始，該局局紳亦加入了從東華醫院及保良局退任值理的人士，在華人社區中具有重要地位。於1920年，韋寶珊獲得香港政府委任為團防局的顧問，直到去世為止。
1941年香港淪陷，團防局的運作被逼結束。